# سد سگ آبی

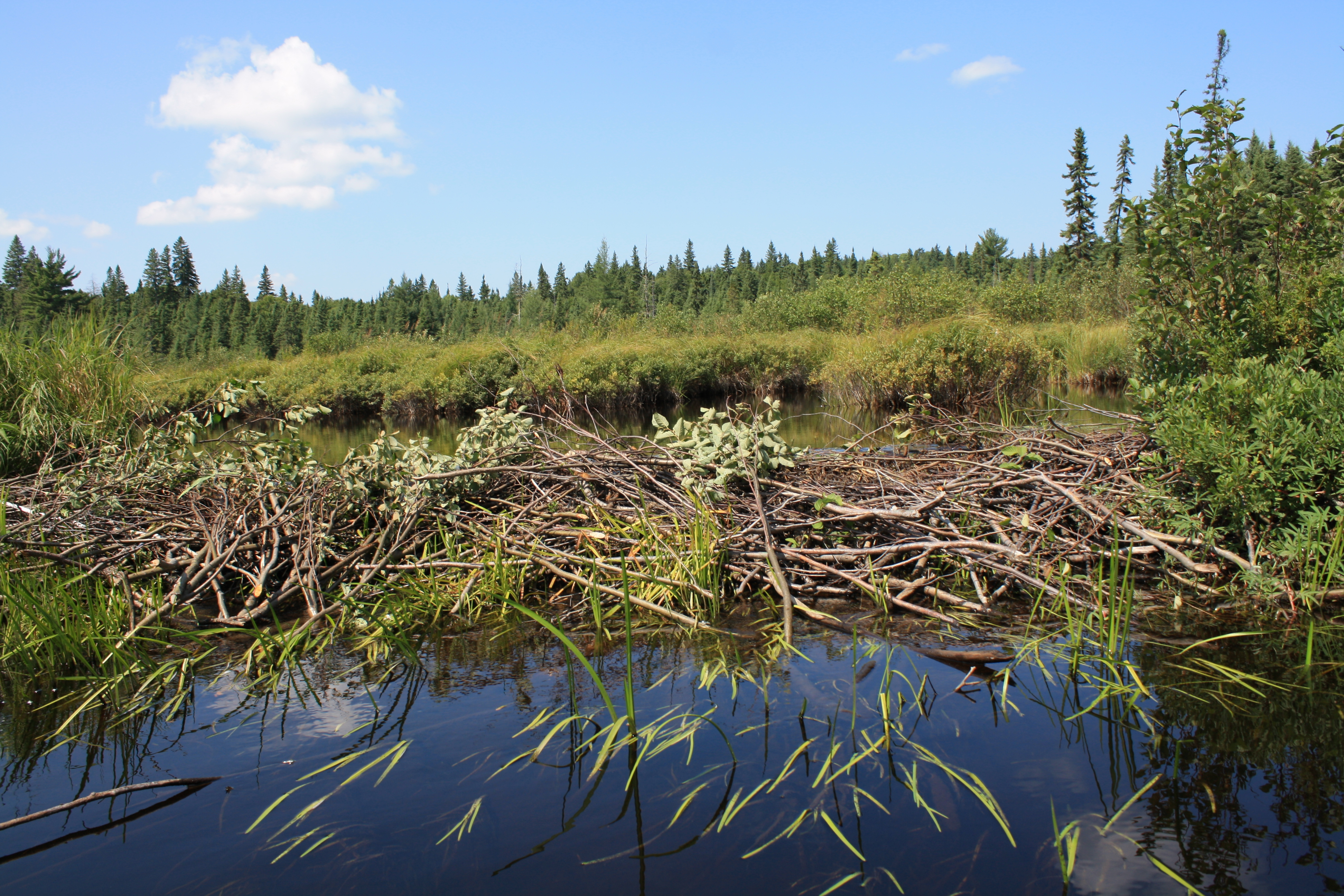
سد سگ آبی در پارک آلگانکوین در انتاریو، کانادا

سد سگ آبی (به انگلیسی: Beaver dam) یا بند سگ آبی (به انگلیسی: Beaver Impoundment)، سدی است که توسط سگ‌های آبی برای ایجاد آبگیری ساخته می‌شود که از شکارچیانی مانند کایوت‌ها، گرگ‌ها و خرس‌ها محافظت می‌کند و غذای آنها را در زمستان نگه می‌دارد. این سازه‌ها، محیط طبیعی را به گونه‌ای تغییر می‌دهند که اکوسیستم کلی بر اساس این تغییر، شکل می‌گیرد و سگ‌های ابی را به گونه‌ای کلیدی و مهندسان بوم‌سازگان تبدیل می‌کند. آنها در شب بسیار زیاد می‌سازند و گل و سنگ را با پنجه‌های جلویی و چوب را با دندان‌هایشان جابجا می‌کنند.

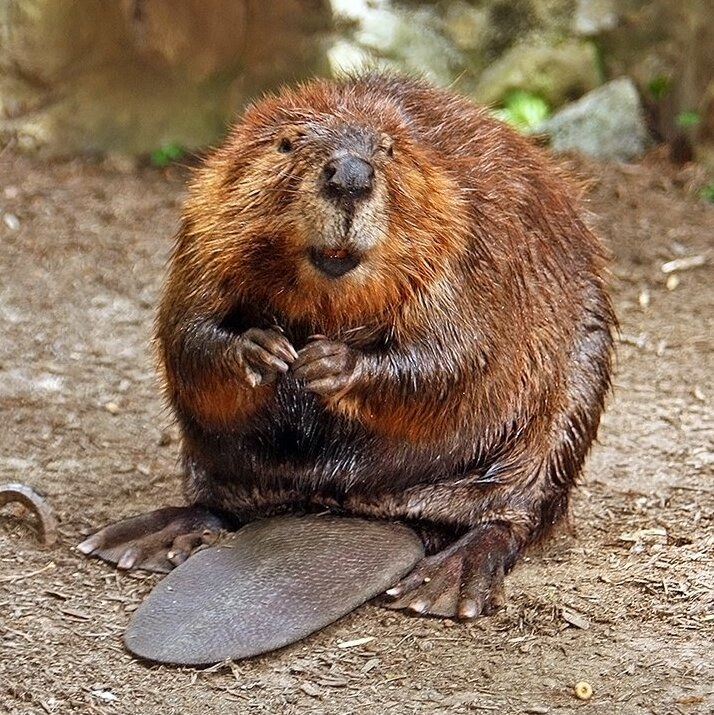
سگ آبی آمریکای شمالی (Castor canadensis)، یکی از دو گونه سگ آبی